# Tenebrio molitor
Tenebrio molitor, denominado comúnmente gusano de la harina, es conocido sobre todo por su forma larvaria, es una especie de coleóptero de la familia Tenebrionidae.

## Descripción
Las larvas miden alrededor de 2,5 cm, o incluso más, mientras que los adultos no suelen llegar a los 2 cm de largo. En libertad los gusanos de la harina se encuentran entre piedras y troncos, se consideran una plaga para las producciones de grano. Como descomponedores se pueden alimentar de insectos muertos o heces, aparte de plantas, semillas y hojas caídas.

## Ciclo biológico
Como todos los coleópteros es un insecto holometábolo (metamorfosis completa) sigue un ciclo de cuatro fases diferentes durante su vida: huevo, larva, pupa e imago.

### Larvas

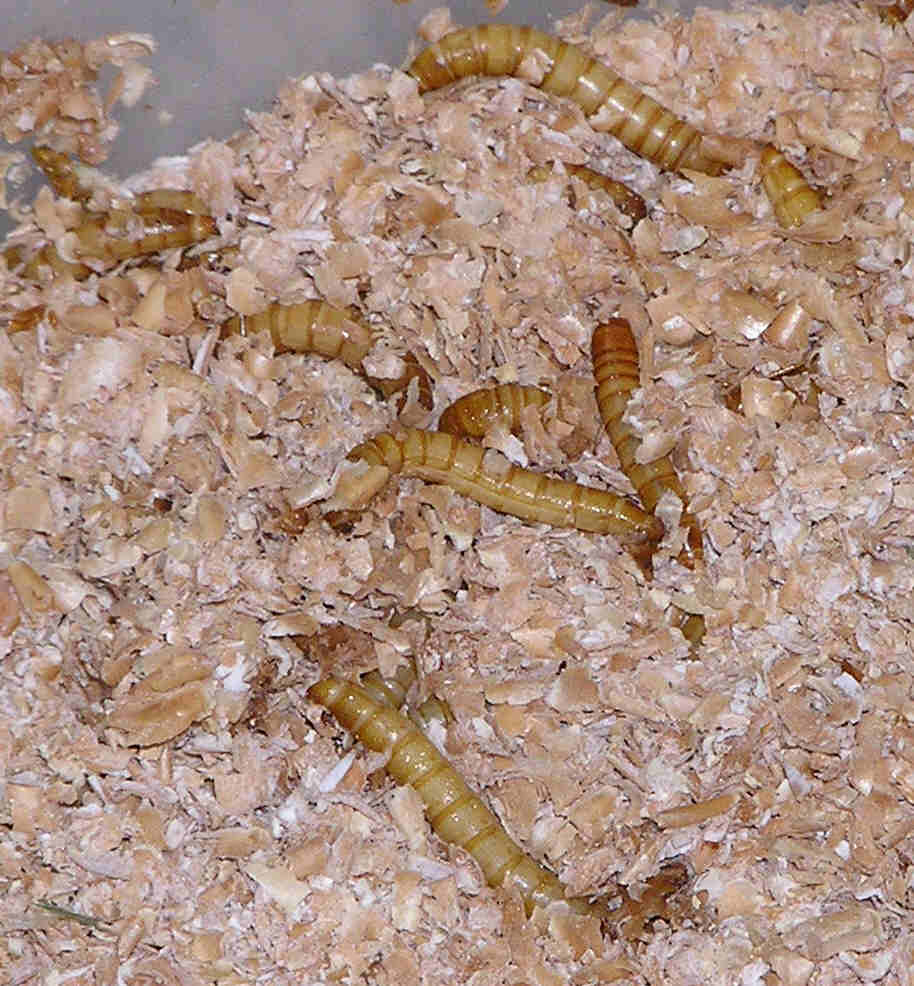
Gusanos de la harina en un contenedor de salvado.

La larva, el gusano de la harina propiamente dicho, es comúnmente utilizada como alimento vivo para mascotas exóticas insectívoras como reptiles y aves. También se usa con frecuencia como cebo de pesca. Normalmente se venden en tiendas de mascotas en un recipiente lleno de salvado. Tienen un gran componente lipídico debido a que necesitan reservas energéticas durante la metamorfosis, así que su abuso en la dieta puede ocasionar desequilibrios en el metabolismo.
Esta larva es también comestible para el ser humano, debido a su alta cantidad de proteínas. Sin embargo, se discute lo apropiado o no para la salud humana debido a la gran cantidad de toxinas que se ingieren al consumirlos, debido a que se come el insecto entero, incluidos su sistema digestivo y excretor.
Los criadores profesionales incorporan a la alimentación hormonas juveniles para mantener al gusano de la harina el mayor tiempo posible en estadio larvario y que alcance un tamaño de más de 2 cm. Estos gusanos de tamaño anormalmente grande son habitualmente vendidos como cebos de pesca.
A las larvas les gusta la oscuridad y estar sujetas a algún objeto. Experimentan hasta quince mudas, hasta que su exoesqueleto no es lo suficientemente amplio para contener sus vísceras. Después de su última muda se enrosca para formar la pupa. La fase larvaria dura aproximadamente dos meses.
La pupa es blanca en un principio y se irá tornando más marrón conforme vaya madurando. El estado pupal puede variar de seis a treinta días, dependiendo de la temperatura ambiente.
También cabe agregar que al ser la harina convertida en pan u otro alimento derivado de la harina, la larva es eliminada, aunque en algunas variantes sudamericanas la larva es capaz de sobrevivir al proceso de cocción a altas temperaturas. 
Las larvas son capaces de degradar poliestireno.

### Adultos

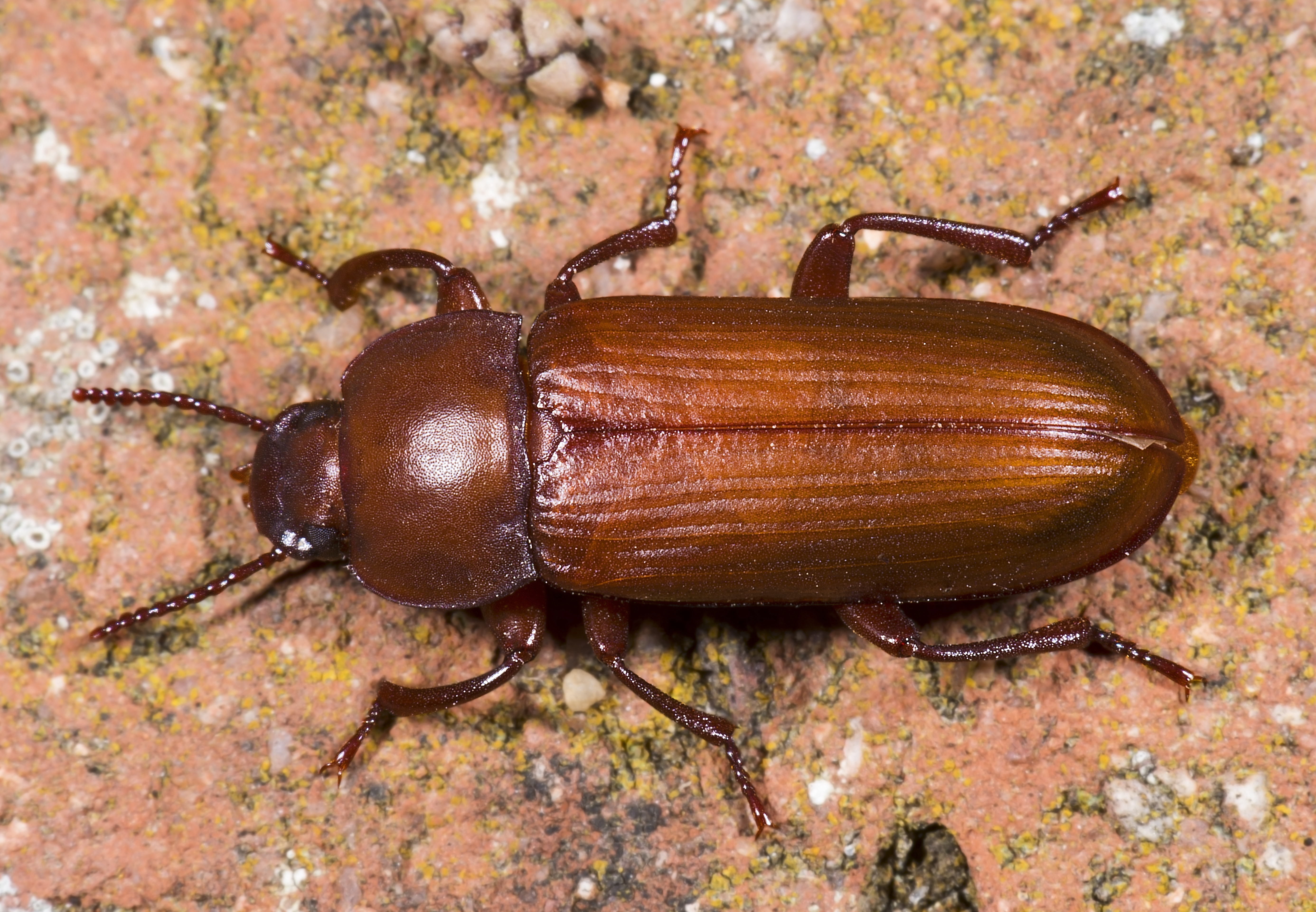
Adulto recientemente emergido de la pupa y de color claro.

Presentan reproducción sexual con sexos diferenciados, aunque a simple vista resulta difícil diferenciar a machos y hembras. Como todos los escarabajos, tiene las alas anteriores (élitros) endurecidas y no pueden volar. En la cría particular no se recomienda usarlos como alimento debido a su dureza.
Al salir de la pupa los adultos son de color blanquecino. Conforme pase el tiempo van adquiriendo un tono marrón. En una semana ya adquieren el color negro-marrón propio del adulto y son sexualmente maduros. 
Los machos comienzan a perseguir a las hembras hasta que éstas se paran. El macho monta a la hembra, enrollando su cola bajo su cuerpo e introduciéndola en la hembra a modo de pene. Acto seguido el macho eyacula un paquete de semen hacia los oviductos de la hembra. Días después de la cópula la hembra deposita de setenta a ciento setenta huevos que eclosionan antes de los diez días. 
Los adultos necesitan sacar agua de los alimentos que ingieren, pudiendo vivir de esta forma durante mucho tiempo y su alimentación está basada en frutas y verduras, e incluso carne.

## Entomología aplicada

### Daños
Es una de las especies responsables de transmitir al hombre y a otros animales el parásito Hymenolepis nana, cuyas larvas alberga. El hombre puede infectarse cuando ingiere pan mal cocido con estos coleópteros, los cuales contaminan generalmente la harina.[cita requerida]

### Posibles usos y como comida
Se sabe que puede consumir plásticos y se está estudiando este proceso.
Por otro lado, la Autoridad Europea de Seguridad Alimentaria (EFSA) ha avalado al gusano de la harina como el primer gusano comestible como 'snack' o ingrediente.